# 滇南八角
滇南八角（学名：Illicium modestum）是八角茴香科八角属的植物，为中国的特有植物。分布于中国大陆的云南等地，生长于海拔1,900米的地区，常生于山坡森林中，目前尚未由人工引种栽培。

## 别名
小八角（拉汉种子植物名称）